# Paul Morand

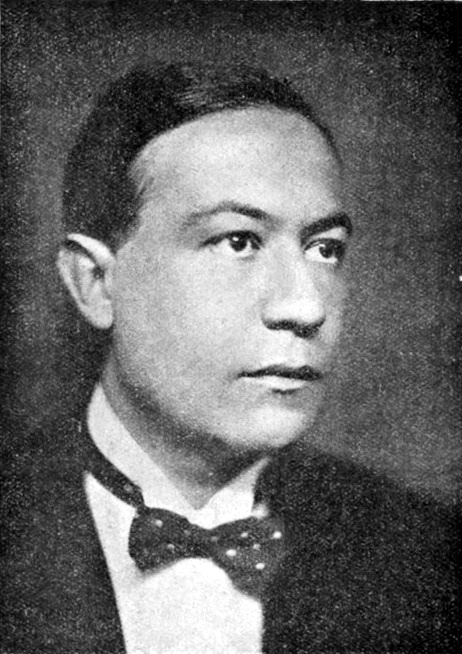
Paul Morand, 1925

Paul Morand (Parijs 13 maart 1888 – Parijs 23 juli 1976) was een Frans schrijver, dichter, diplomaat en lid van de Académie française.

## Leven
Morand was de zoon van een kunstschilder en studeerde in Oxford en Parijs (politieke wetenschappen). Tussen 1913 tot 1919 werkte hij successievelijk op de Franse ambassades te Londen, Rome en Madrid en van 1919 tot 1925 te Parijs als vooraanstaand ambtenaar op het ministerie van buitenlandse zaken. In 1919 en 1920 publiceerde hij zijn eerste gedichtenbundels: Lampes à arc en Feuilles de température. Kort daarna verscheen een bundel met Londense verhalen, Tendres stocks (1921, met een voorwoord van Marcel Proust) en de romans Ouvert la nuit (1922) en Fermé la nuit (1923), welke hem zijn eerste bekendheid bezorgden. In de jaren twintig en dertig volgden nog tal van andere romans, verhalenbundels en reisverslagen, waarbij hij opvalt door zijn erudiete en elegante schrijfstijl, zijn “middle class”-opvattingen en zijn scherpe observatievermogen, vooral ook van de vele landen die hij bezocht. Voor de Tweede Wereldoorlog gold hij als een der meest gelezen schrijvers van Frankrijk.
Morand was een vriend van Marcel Proust en schreef verscheidene literaire portretten over hem. De twee leerden elkaar in 1915 kennen bij Henri Bardac en bleven met elkaar in contact tot aan dood van Proust. Het was ook via Proust dat Morand kennis maakte met prinses Hélène Soutzo (1879-1975), geboren Chrissoveloni, ingetrouwd in de familie Soutzo. In 1924 zou ze van haar man scheiden om in 1929 met Morand te trouwen. 
Morand schreef ook een biografie over Guy de Maupassant.
De reputatie van Morand liep tijdens de Tweede Wereldoorlog forse schade op door zijn collaboratie met het Vichy-regime van Pétain, onder meer als voorzitter van een censuurcommissie en gezant te Boekarest en Bern. Na de oorlog verbleef hij tot 1953 in ballingschap te Zwitserland. 
In de jaren vijftig maakte hij deel uit van de literaire, anti-existentialistische Hussards-beweging. 
Zijn kandidatuur voor de Académie française veroorzaakte in 1958 een schandaal en zijn lidmaatschap werd lang tegengehouden door het voormalig verzet en aanvankelijk verboden door Charles de Gaulle. Pas in 1968 stond De Gaulle een hernieuwde kandidatuur toe en werd Morand alsnog verkozen tot lid.

## Werken (selectie)
- Lampes à arc, 1919
- Feuilles de température, 1921
- Tendres stocks, 1921
- Ouvert la nuit, 1922
- Fermé la nuit, 1923
- L'Europe galante, 1925
- Rien que la terre, 1926
- Magie noire, 1928
- Bouddha vivant, 1927
- Paris-Tombouctou, 1928
- New York, 1930
- Champions du monde, 1930
- Papiers d'identité, 1930
- Air indien, 1932
- Londres, 1933
- L'Homme pressé, 1941
- Marcel Proust, souvenirs…, 1949
- Le Flagellant de Séville, 1951
- Hécate et ses chiens, 1954 (Nederlands: “Hécate en haar honden”)
- La Folle amoureuse, 1956
- Fin de siècle, 1957
- Bains de mer, bains de rêve, 1960
- Nouvelles d'une vie, 1965
- Venises, 1971 (Nederlands: “Venetiës”, verschenen in de reeks Privé-domein)
- Chroniques du XXe siècle, 1980